# 제리 브룸

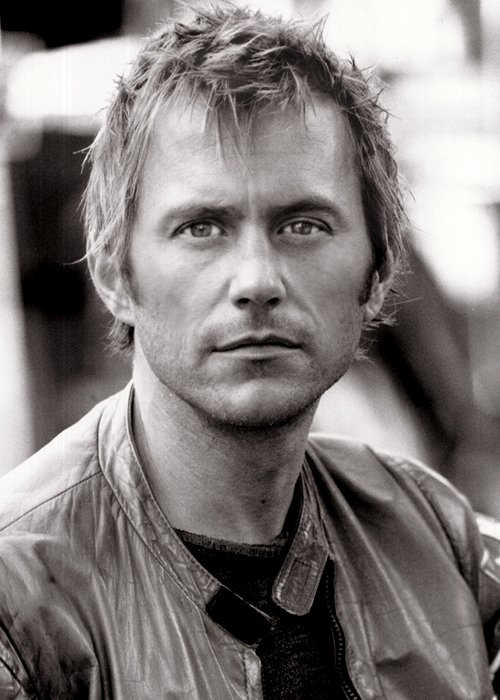

제리 브룸(Jerry Broome, 1966년 2월 28일 ~ )은 미국의 배우, 영화배우이다.
웨이코에서 태어났다.

## 영화
- 데스 온 디맨드 (2008년)
- 식스티 컵스 오브 커피 (2000년) - 릭키 역
- 원 라이프 투 리브 (1968년)